# 猿島坂東三十三観音霊場
猿島坂東三十三観音霊場（さしまばんどうさんじゅうさんかんのんれいじょう）は、1725年（享保10年）に雄弁上人によって創始された観音霊場。観音霊場は千葉県野田市関宿町、茨城県猿島郡境町、茨城県古河市、茨城県坂東市に点在する三十三札所。
12年に一度ご開帳される。2013年（平成25年）の開帳時は3月17日から4月17日。2001年開帳時には近隣から4万人以上が訪れたという。
第一番、第二番札所は千葉県野田市関宿町にあり、そのほかの霊場は茨城県に位置する。第二番札所の大龍寺には七観世音が祀られている。